# Вайнштейн, Алан
Алан Дэвид Вайнштейн — американский математик, известный работами по симплектической геометрии, геометрии Пуассона и математической физике. Работает в Калифорнийском университете в Беркли.
Защитил диссертацию в 1967 году под руководством Шиинг-Шен Черна.
Был научным руководителем 34 аспирантов.

## Признание
- Стипендия Гуггенхайма (1985)
- Стипендия Американского математического общества (2012).[3]

## Книги
- Geometric Models for Noncommutative Algebras, by A. Cannas da Silva and A. Weinstein, was published in 1999 by the American Mathematical Society in the Berkeley Mathematics Lecture Notes series.[4]
- Lectures on the Geometry of Quantization, by S. Bates and A. Weinstein, was published in 1997 in the same series.
- Basic Multivariable Calculus, by J.E. Marsden, A.J. Tromba, and A. Weinstein, was published in 1993 by W.A. Freeman and Company and by Springer-Verlag.
- Calculus I,II,III, by J.E. Marsden and A. Weinstein, was published in 1985 by Springer-Verlag.
- Calculus Unlimited, by J.E. Marsden and A. Weinstein, was published in 1981 by Benjamin/Cummings and is now out of print.